# Campeonato Italiano de Rugby 1987-88
El Campeonato de Rugby de Italia de 1987-88 fue la quincuagésima octava edición de la primera división del rugby de Italia.

## Sistema de disputa
El torneo se desarrolló en dos etapas, una fase regular en la cual los equipos disputaron encuentros en condición de local y de visitante frente a cada uno de sus rivales.
Luego se disputó una etapa de eliminación directa, en la cual los primeros seis equipos de la fase regular clasifican a los cuartos de final, mientras que el campeón y subcampeón de la Serie B clasifican ocupando los dos lugares restantes.
Los últimos dos equipos descienden directamente a la Serie B.

## Desarrollo
- Tabla de posiciones:[1]

| Pos. | Equipo           | Encuentros | Encuentros | Encuentros | Encuentros | Tantos | Tantos | Tantos | Puntos |
| Pos. | Equipo           | PJ         | PG         | PE         | PP         | F      | C      | Dif    | Puntos |
| ---- | ---------------- | ---------- | ---------- | ---------- | ---------- | ------ | ------ | ------ | ------ |
| 1.º  | Rugby Rovigo     | 22         | 19         | 1          | 2          | 633    | 246    | +387   | 39     |
| 2.º  | L'Aquila Rugby   | 22         | 17         | 0          | 5          | 578    | 289    | +289   | 34     |
| 3.º  | Benetton Treviso | 22         | 14         | 1          | 7          | 501    | 325    | +176   | 29     |
| 4.º  | Petrarca Padova  | 22         | 12         | 1          | 9          | 394    | 290    | +104   | 22     |
| 5.º  | Amatori Milano   | 22         | 11         | 1          | 10         | 330    | 423    | -93    | 23     |
| 6.º  | Rugby Brescia    | 22         | 10         | 1          | 11         | 339    | 410    | -71    | 21     |
| 7.º  | San Donà         | 22         | 10         | 0          | 12         | 412    | 411    | +1     | 20     |
| 8.º  | CUS Roma         | 22         | 9          | 0          | 13         | 307    | 567    | -260   | 18     |
| 9.º  | Rugby Lyons      | 22         | 9          | 0          | 13         | 277    | 457    | -180   | 18     |
| 10.º | Casale Rugby     | 22         | 8          | 1          | 13         | 323    | 333    | -10    | 17     |
| 11.º | Rugby Parma      | 22         | 8          | 0          | 14         | 376    | 396    | -20    | 13     |
| 12.º | Amatori Catania  | 22         | 1          | 0          | 21         | 189    | 521    | -323   | 0      |

|  | Clasificado a cuartos de final. |
|  | Descendido a la Serie B.        |

### Cuartos de final
Se incorporan los equipos Rugby Calvisano y Noceto, clasificados desde la Serie B.
| Equipo 1         | Equipo 2        | Ida  | Vuelta |
| ---------------- | --------------- | ---- | ------ |
| Rugby Rovigo     | Noceto          | 90-0 | 16-6   |
| Petrarca Padova  | Amatori Milano  | 30-0 | 27-10  |
| L'Aquila Rugby   | Rugby Calvisano | 17-9 | 12-9   |
| Benetton Treviso | Rugby Brescia   | 35-6 | 45-0   |

### Semifinales
| Equipo 1         | Equipo 2        | Ida  | Vuelta | Desempate |
| ---------------- | --------------- | ---- | ------ | --------- |
| Rugby Rovigo     | Petrarca Padova | 9-20 | 13-10  | 21-10     |
| Benetton Treviso | L'Aquila Rugby  | 18-6 | 28-17  |           |

### Final
| 28 de mayo de 1988 | Rugby Rovigo | 9 - 7 | Benetton Treviso |  |  |

| Bandera de Italia    |
| Campeón Rugby Rovigo |
| Décimo título        |